# Брдо (Назарє)
Брдо (словен. Brdo) — поселення в общині Назарє, Савинський регіон, Словенія. Висота над рівнем моря: 458 м.